# Stokhid
51°51′27″N 25°38′03″Ø / 51.85750°N 25.63417°Ø
Stokhid (også skrevet Stokhod, ifølge det russiske navn; ukrainsk: Стохід) er en flod i Volyn oblast, Ukraine. Det er en højre biflod til Pripyat-floden. Den er 188 kilometer lang og har et afvandingsområde på 3.150 km2.

## Beskrivelse
Stokhid er den længste og reneste flod i Volyn. Dalen i de øvre løb er tydeligt afgrænset, op til 4-4,5 km bred. Længere nede er den mere utydelig, op til 7-10 km bred. Flodsletten er tosidet, sumpet, fra 0,4 km bred i de øvre løb til 2,5 km bred i de nedre løb. Den største bosættelse nær floden er byen Liubeshiv . På en længde på 50 km bliver floden uddybet og udrettet. Den fryser til i december, og isen bryder op igen i marts.

## Beliggenhed
Stokhid kommer fra landsbyen Semerinskoe, Volyn Polissya, i Volyn-højlandet. Den løber hovedsageligt mod nordøst. Løber ud i Pripyat nær den sydlige udkant af landsbyen Svalovichy.
Bifloder: Stobihivka, Yasinovka, Loknitsa (fra venstre); Aspen, Cheryah, Hryvka, Chervysh (fra højre).
Ved floden ligger Liubeshivs distriktscenter og mange landsbyer i Lokachinsky, Turiyskoye, Rozhyshchensky, Kovelsky, Manevytsky, Kamen-Kashirsky og Lyubeshivsky-distrikterne.
Floden løber gennem Prypjat-Stokhid Nationalpark.

## Historie
Under første verdenskrig gik frontlinjen fra juni 1916 til august 1917 mellem de østrig-ungarsk-tyske og russiske tropper over Stokhid.
Efter Brusilov-gennembruddet (de vigtigste fjendtligheder fandt sted i Volyn-regionen), var der langs floden Stokhid og Pripyat i næsten et år, en forsvarslinje mellem de russiske og østrig-tyske tropper. På venstre bred lavede sidstnævnte skyttegrave og betongrøfter, betjent af et netværk af smalsporede jernbaner til transport af ammunition. På højre bred var russiske tropper, hvis forsvarsværker var af træ, så derhar intet overlevet.
I årene med Første Verdenskrig skete der flere ændringer i frontlinjen på Volhynia mellem russerne og de østrig-tyske tropper. I juni 1916 brød russiske tropper under kommando af general Brusilov gennem fronten, indtog Lutsk og skubbede de østrig-tyske tropper til Stokhid-flodens linje. I mere end et år holdt fronten sig til denne linje, hvilket resulterede i ødelæggelsen af mange nærliggende bebyggelser. Under Brusilov-gennembruddet døde omkring 1 million østrigske og tyske, og 500.000 russiske tropper. Alle de omkringliggende landsbyer omkring Stokhid blev fuldstændig ødelagt. Russiske tropper forsøgte at bryde igennem Stokhid igen, men forgæves.
Stokhid-flodens sumpede dale og bredder blev gravsted for tusindvis af soldater og officerer fra den russiske kejsergarde og de østrig-ungarske og tyske styrker. Mundtlige beretninger fra lokale indbyggere tyder på, at i slutningen af 1920'erne kom mænd fra Tyskland for at begrave deres landsmænd på en kirkegård i landsbyen Polyana, to kilometer fra Loviš.